# Miha Meglič
Miha Meglič (* 21. Februar 1988 in Jesenice) ist ein slowenischer Naturbahnrodler. Er fährt im Einsitzer und startet seit der Saison 2005/2006 im Weltcup, wo er bisher in zehn Rennen unter die schnellsten 20 fuhr.

## Karriere
Miha Meglič nahm von 2003 bis 2008 an internationalen Juniorenmeisterschaften teil. Dabei konnte er sich sukzessive steigern und erreichte mit Platz zehn bei der Juniorenweltmeisterschaft 2008 in Latsch sein bestes Ergebnis. Im Weltcup ist Meglič seit der Saison 2005/2006 am Start. In seiner ersten Saison erzielte er mit drei 19. Plätzen sowie einem 21. und einem 22. Rang den 17. Platz im Gesamtweltcup und damit gleich sein bisher bestes Gesamtergebnis. In den folgenden zwei Jahren erreichte er in seinen jeweils fünf Weltcuprennen immer Platzierungen zwischen Rang 20 und Rang 24 und wurde in den Saisonen 2006/2007 und 2007/2008 jeweils 23. der Gesamtwertung; 2007/2008 war er damit bester der sechs Slowenen, die in diesem Winter Weltcuppunkte gewannen.
Im Jahr 2007 nahm Miha Meglič erstmals an einer Weltmeisterschaft teil und belegte im kanadischen Grande Prairie den 22. Platz im Einsitzer. Im Mannschaftsbewerb startete er ebenfalls, kam zusammen mit Nina Bučinel, Borut Kralj und Žiga Pagon aber nur den achten und letzten Platz. Bei der Europameisterschaft 2008 in Olang erzielte er Platz 23 und bei der Weltmeisterschaft 2009 in Moos in Passeier Rang 26. Am Ende der Saison 2008/2009 erzielte Meglič mit Platz 17 in Nowouralsk sein bis dahin bestes Weltcupresultat. Weil er in dieser Saison aber nur an drei Weltcuprennen teilgenommen hatte, fiel er auf Platz 32 im Gesamtklassement zurück. Ebenfalls einen 17. Platz erzielte er am Ende der Saison 2009/2010 in Garmisch-Partenkirchen. In diesem Winter nahm er wieder an fünf der sechs Weltcuprennen teil und verbesserte sich damit im Gesamtweltcup auf Rang 22. Bei der Europameisterschaft 2010 war er jedoch nicht am Start.
In der Saison 2010/2011 nahm Meglič nicht an den ersten vier Weltcuprennen teil. Sein erster internationaler Wettkampf in diesem Winter war daher die Weltmeisterschaft 2011 in Umhausen, wo er den 26. Platz belegte. Danach nahm er auch noch an den letzten beiden Weltcuprennen teil, bei denen er auf die Plätze 17 und 20 fuhr. In der Saison 2011/2012 nahm Meglič wieder an allen sechs Weltcuprennen teil und belegte mit Platzierungen zwischen Rang 20 und Rang 25 den 22. Gesamtrang. Einen 22. Platz erzielte er auch bei der Europameisterschaft 2012 in Nowouralsk.

## Erfolge

### Weltmeisterschaften
- Grande Prairie 2007: 22. Einsitzer, 8. Mannschaft
- Moos in Passeier 2009: 26. Einsitzer
- Umhausen 2011: 26. Einsitzer

### Europameisterschaften
- Olang 2008: 23. Einsitzer
- Nowouralsk 2012: 22. Einsitzer

### Juniorenweltmeisterschaften
- Kindberg 2004: 26. Einsitzer
- Garmisch-Partenkirchen 2006: 12. Einsitzer
- Latsch 2008: 10. Einsitzer

### Junioreneuropameisterschaften
- Kreuth 2003: 23. Einsitzer
- Kandalakscha 2005: 13. Einsitzer
- St. Sebastian 2007: 16. Einsitzer

### Weltcup
- Einmal unter den besten 20 im Gesamtweltcup
- Zehn Top-20-Platzierungen in Weltcuprennen